# Лусавец, Карло
Ка́рло Лу́савец (хорв. Karlo Lusavec; род. 30 октября 2003, Вараждин) — хорватский футболист, полузащитник клуба «Вараждин».

## Клубная карьера
Лусавец — воспитанник клуба «Вараждин». 4 октября 2020 года в матче против загребского «Динамо» он дебютировал в чемпионате Хорватии. По итогам сезона клуб вылетел, но игрок остался в команде и через год помог команде вернуться в элиту. В 2023 году Лусавец на правах аренды перешёл в «Дугополе». 11 февраля в матче против «Ориента» он дебютировал за новый клуб. По окончании аренды Лусавец вернулся в «Вараждин».